# Remedios Varo
María de los Remedios Alicia Rodriga Varo y Uranga (Anglès, 16 de dezembro de 1908 – Cidade do México, 8 de outubro de 1963) foi uma pintora espanhola surrealista e anarquista.

## Vida pessoal
Nascia em Anglès, na província de Girona, na Catalunha, em 1908, era filha de Rodrigo Varo y Zajalvo. Seus pais já tinham perdido uma filha no parto, o que seria o motivo para seu nome ser tão longo e por "remediar" a dor do casal. Sua mãe, Ignacia Uranga Bergareche, era católica praticante e dedicou o nome da filha à santa de Anglès, Virgem dos Remédios.
Seu pai era intelectual e amante das artes, o que teria grande influência em seu desenvolvimento como artista. Remedios copiava as plantas trazidas por seu pai do canteiro de obras, onde era engenheiro hidráulico, o que a ajudou a aprimorar técnicas de desenho. Foi encorajada desde tenra idade a ter pensamento independente e teve acesso a livros de ciência e aventura, como os livros de Alexandre Dumas, Jules Verne e Edgar Allan Poe. Na adolescência, teve contato com livros de misticismo e filosofia.
A família viajava muito por causa do trabalho de Rodrigo e para manter a filha ocupada, ele lhe pedia que reproduzisse plantas e gráficos. Ele discordava da educação religiosa que a filha recebia no colégio católico, acreditando que ela devia receber instrução liberal e universal, ideias que ele mesmo passava para Remedios.

## Formação
Seus primeiros trabalhos eram retratos da família e auto-retratos, datados de 1923, enquanto estudava. Aos 15 anos, em 1924, ela ingressou na Real Academia de Belas-Artes de São Fernando, em Madri, onde também estudou Salvador Dalí e vários outros artistas renomados, obtendo seu diploma em 1930. Foi em Madri que ela teve contato com o Surrealismo através de palestras, exposições, filmes e peças de teatro. Era uma visitante regular do Museu do Prado, tendo um interesse particular nas pinturas de Hieronymus Bosch.
No mesmo ano em que se formou, casou-se com o jovem pintor Gerardo Lizárraga. Ambos se mudaram para Paris de forma a escapar das crescentes tensões políticas na Espanha, bem como para ficar no centro artístico da Europa. Convicta de que seu destino era ser artista, depois de passar um ano em Paris, ela mudou-se para Barcelona, onde formou um círculo artístico próximo, com Josep-Lluis Florit, Óscar Domínguez e Esteban Francés. Logo ela se separou do marido e passou a dividir o estúdio com Francés em uma vizinhança repleta de artistas avant-garde.
Quando a Guerra Civil Espanhola começou, o poeta surrealista francês, Benjamin Peret, mudou-se para Barcelona para militar na causa anti-Franco, onde conheceu Remedios Varo, logo iniciando com ela um intenso romance, do qual existem registros em cartas de amor e publicações dedicadas à ela. Em 1937, Peret voltaria para a França, junto de Remedios. Ela nunca se divorciaria de seu primeiro marido e também não mais retornaria à Espanha controlada por Franco.

## Carreira

### Europa

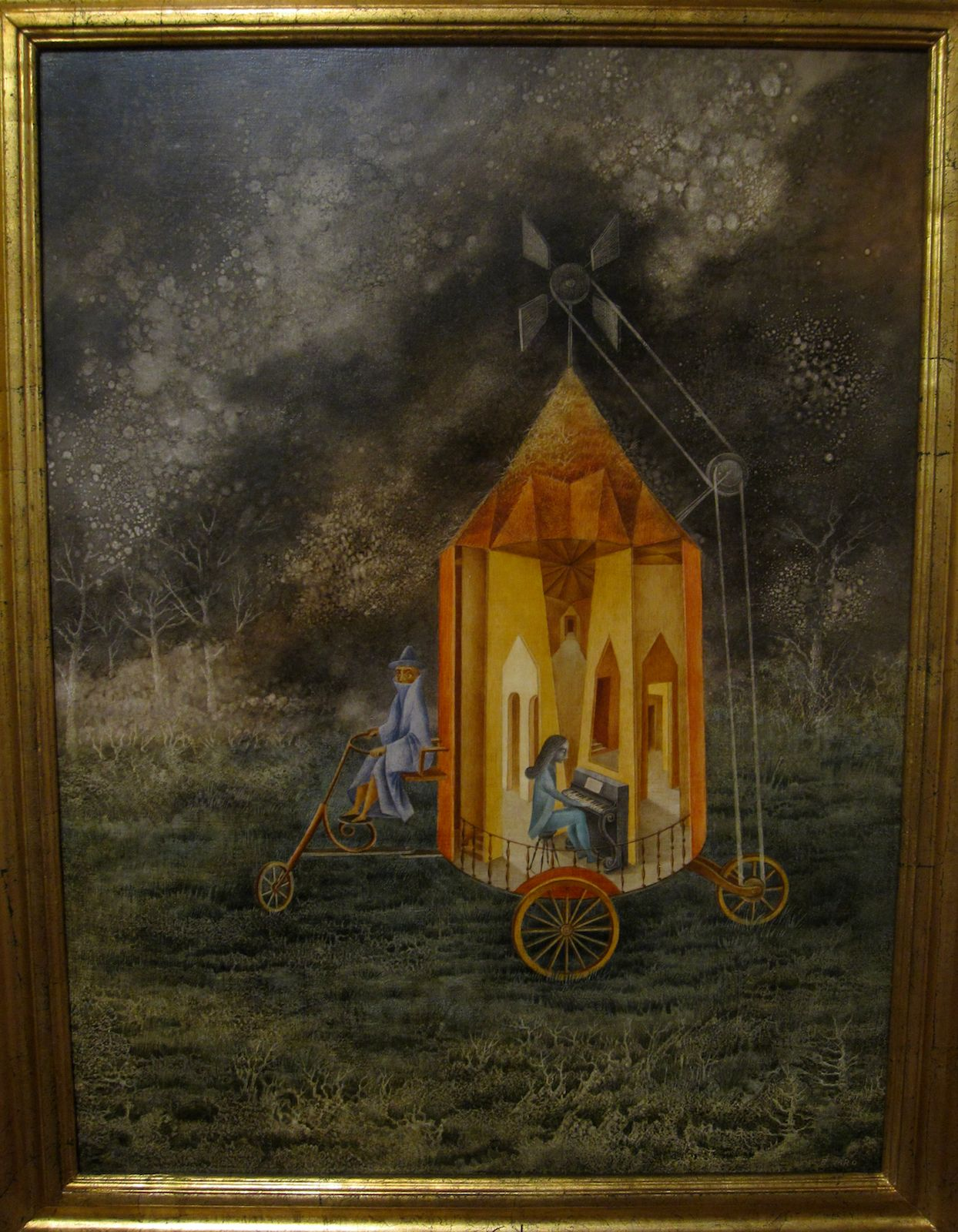
Roulotte, 1956

Remedios dividia um estúdio em Paris com Peret e Francés. Foi através de Peret que ela conheceu André Breton e o círculo surrealista da cidade, que contava com artistas como Leonora Carrington, Dora Maar, Roberto Matta, Wolfgang Paalen e Max Ernst. Ela logo participou da Exposição Internacional de Surrealismo que aconteceu em 1934, participando da edição seguinte, em Amsterdã, em 1938.
Apesar do agitado circuito de arte da cidade, Remedios e Peret viviam na pobreza, assim como vários artistas. No começo da Segunda Guerra Mundial Peret foi preso por suas convicções políticas e Remedios foi confundida como sua esposa, também sendo presa. Alguns dias depois, ela foi libertada, quando os alemães invadiram Paris e se viu forçada a se juntar a vários refugiados. Peret foi solto mais tarde e juntos obtiveram os documentos que lhes permitiram fugir para o México. Em 20 de novembro de 1941, Remedios, Peret e Rubinstein embarcaram no navio Serpa Pinto, em Marselha.
Comparado sua produção no México, Remedios produziu pouco enquanto estava em Paris. Além da agitação política gerada pela Segunda Guerra, havia também o fato de que mulheres nunca eram levadas à sério nos meios artísticos.

## Morte
Remedios Varo morreu devido a um ataque cardíaco, em 8 de outubro de 1963, na Cidade do México, aos 55 anos de idade.

## Obras
- Planta insumisa  (Planta insubmissa), 1961. Vendida em 18 de Novembro de 2008 pela Sotheby's de Nova Iorque por 1,42 milhões de dólares.[8]
- Hacia la Torre  (Em direção à torre), 1930. Vendida em 24 de novembro de 2014, pela Sotheby's de Nova Iorque por 4,3 milhões de dólares, o segundo valor mais alto pago por um quadro de uma artista latino-americana.[9]
- Invocación  (Invocação), 1963.
- Los Amantes (Os Amantes), 1963.
- La ciencia inútil (A Ciência Inútil), 1960